# Fényes orsócsiga
A fényes orsócsiga (Cochlodina laminata) a csigák (Gastropoda) osztályába a tüdőscsigák (Pulmonata) rendjébe és az orsócsigafélék (Clausiliidae) családjába tartozó faj.

## Előfordulása
Európa területén honos.

## Megjelenése
|  |